# Jackie Redmond
Jackie Redmond (nascido em 12 de abril de 1987) é um locutor esportivo canadense. Ela assinou contrato com a WWE, onde trabalha no marca Raw. Ela também está atualmente assinada com a TNT Sports para cobrir a NHL.
Antes de sua posição atual na WWE, ela trabalhou anteriormente na NHL, trabalhando para NHL Network, WBD Sport e Rogers Sportsnet no Canadá.